# راه درازتر
«راه درازتر» (به انگلیسی: The Long Way Around) تک‌آهنگی از دیکسی چیکس است که در سال ۲۰۰۶ میلادی منتشر شد. این تک‌آهنگ در آلبوم پیمودن راه دراز قرار داشت.